# Orljonok

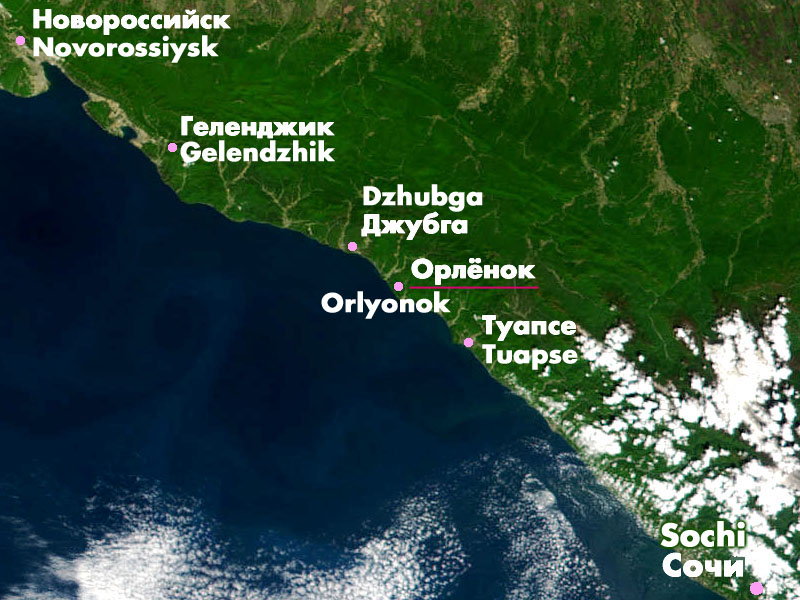
Position von Orljonok an der Schwarzmeerküste

Orljonok (russisch Орлёнок, dt.: Adlerjunges) ist ein aus der Sowjetzeit stammendes russisches Kinderzentrum an der nordöstlichen Schwarzmeerküste. Es wird jährlich von ca. 20.000 Kindern aus allen Regionen Russlands sowie aus Deutschland, Belarus, Kasachstan und anderen Ländern besucht. Es befindet sich 45 km entfernt von der Stadt Tuapse im Bezirk Krasnodar und liegt direkt am Meer.

## Geschichte
Am 15. April 1959 wurde durch das Ministerium für Gesundheit der Bau des Kinderferienlagers genehmigt. Am 12. Juli 1960 wurde dieses eröffnet und mit 520 Kindern aus 37 Regionen begann die erste 45-tägige Veranstaltung.
Heute können jeden Sommer bis zu 3.500 Kinder für 21 Tage ihren Aufenthalt in Orljonok genießen.